# Karen Pence
Karen Sue Pence (de soltera Batten; 1r de gener de 1957) és una educadora, professora i pintora estatunidenca que fou la segona dama dels Estats Units des del 2017 fins al 2021. Està casada amb el 48è vicepresident dels Estats Units, Mike Pence. Va ser primera dama d'Indiana del 14 de gener de 2013 al 9 de gener de 2017.
Com a segona dama, Pence ha intentat fer conèixer l'artteràpia, la qual va conèixer per primer cop en una visita a un hospital de Washington mentre el seu marit era congressista.